# 裴仁基
裴仁基（？—619年），字德本，隋朝河東郡（今山西省永濟市）人，隋末名将。

## 生平
祖父裴伯凤，北周汾州刺史。父亲裴定高，上仪同。裴仁基“少骁武，便弓马”，隋文帝开皇初年为亲卫。从军参加灭南陈，作战勇猛，拜仪同，赐物千段。为汉王杨谅府亲信。隋炀帝杨广即位，杨谅造反，裴仁基苦苦劝谏，被囚入狱中。杨谅兵败，隋炀帝拜裴仁基为护军。数年后，官至武贲郎将，跟随李景征讨黔安的蛮夷向思多，以功进银青光禄大夫。在张掖攻打吐谷浑，有功，进金紫光禄大夫。攻打靺鞨，拜左光禄大夫。从隋炀帝征讨高丽，拜光禄大夫。
大业末年，奉隋炀帝之命，镇压占领洛口的瓦岗军。被监察御史萧怀静牵制，被迫投降李密。李密封其为河东郡公，其子裴行俨为绛郡公。后来裴仁基建议李密不要和王世充决战，李密不听，致使瓦岗军大败，裴仁基也被王世充俘虏，封为礼部尚书。王世充称帝后，裴仁基和宇文儒童、陈谦、崔德本等谋刺王世充而复立杨侗，事情泄露，裴仁基与儿子裴行俨被杀。他的小儿子是唐朝儒将裴行俭。

## 家世争议
《唐史论丛》第23辑李政云著《新出裴光庭墓志初探》指出《新唐书·宰相世系表》载其先祖即裴仁基曾祖父裴嵩寿任南朝梁兵部尚书，但南朝梁并无此职，未详是否以隋唐官职指代南朝梁的五兵尚书；《隋书》及裴光庭墓志又载裴伯凤曾任汾州刺史，但在北周、北齐在汾州频繁交战之际史书竟无其记载，故指裴伯凤是因羁縻得封的汾州本地山胡酋长，非河东裴氏；但<裴侠传>又称裴伯凤为其从弟。未详孰是。

## 文学作品
《说唐》中裴仁基和儿子裴元庆不忍监军张大宾迫害，投奔了瓦岗寨起义军。后来涿州留守薛世雄兴兵来犯瓦岗寨大本营金墉城，裴仁基战死金墉（第三十九回）。

## 延伸阅读
[在维基数据编辑]
 《北史/卷038》，出自李延壽《北史》
 《隋書·卷70》，出自魏徵《隋书》